# Fluorure de mercure(II)
Le fluorure de mercure(II) est un composé chimique de formule HgF2. Il est généralement obtenu en faisant réagir du fluorure d'hydrogène HF avec de l'oxyde de mercure(II) HgO :
HgO + 2 HF → HgF2 + H2O.
On peut également l'obtenir par fluoration du chlorure de mercure(II) HgCl2 :
HgCl2 + F2 → HgF2 + Cl2
ou de l'oxyde de mercure(II) :
2 HgO + 2 F2 → 2 HgF2 + O2.
Le fluorure de mercure(II) est un agent de fluoration sélectif.